# Șigău, Cluj
Șigău (în maghiară Sajgó) este un sat în comuna Jichișu de Jos din județul Cluj, Transilvania, România.

## Personalități
Aici s-a născut la 1 aprilie 1865 Ștefan Cicio Pop, vicepreședintele Marii Adunări Naționale de la Alba Iulia, ministru de externe în Guvernul Iuliu Maniu.
- Grigore Zanc, filozof, scriitor, senator

## Bibliografie

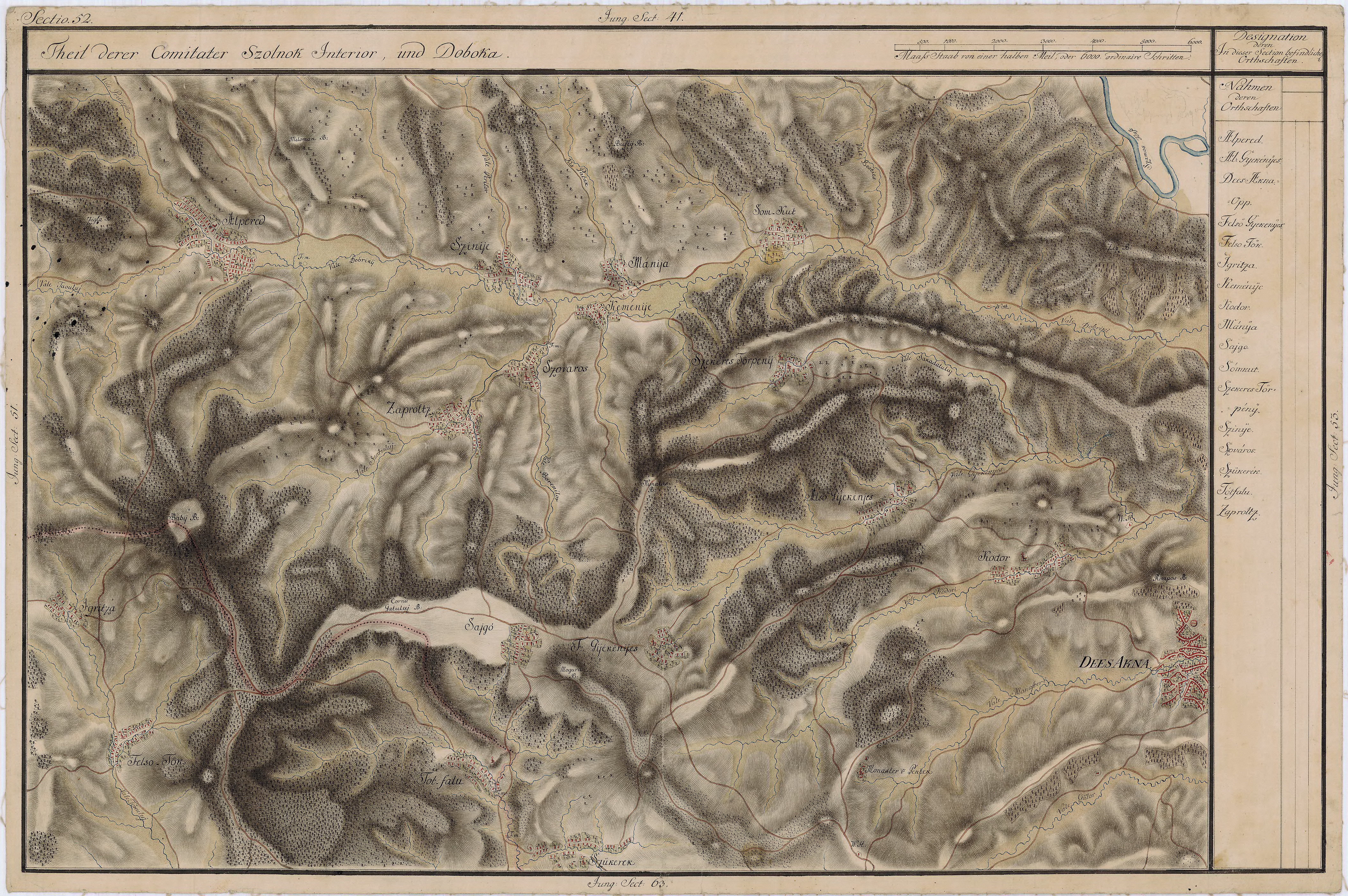
Şigău pe Harta Iosefină a Transilvaniei, 1769-1773

## Imagini

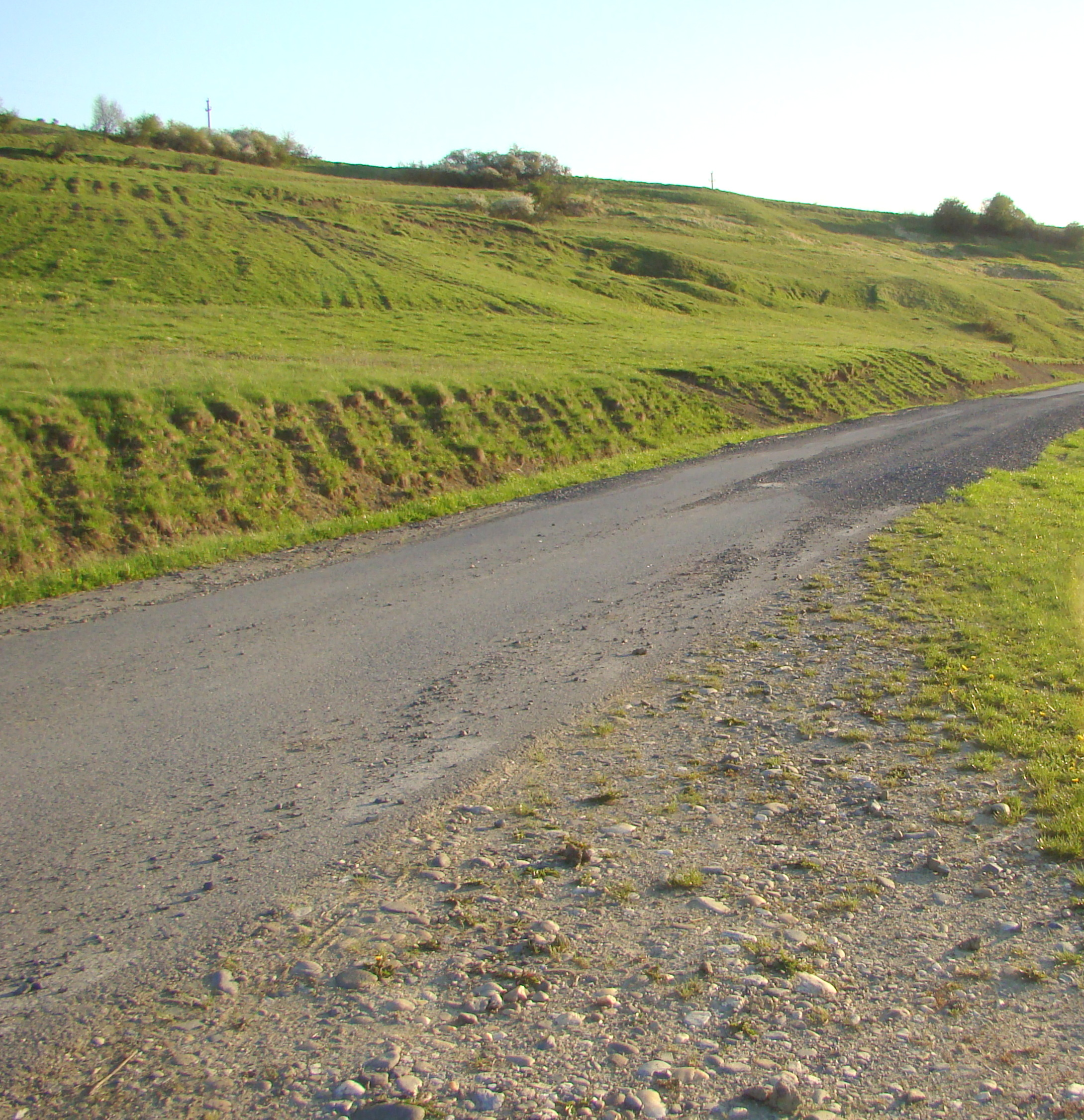
Drumul Jichișu de Sus-Șigău
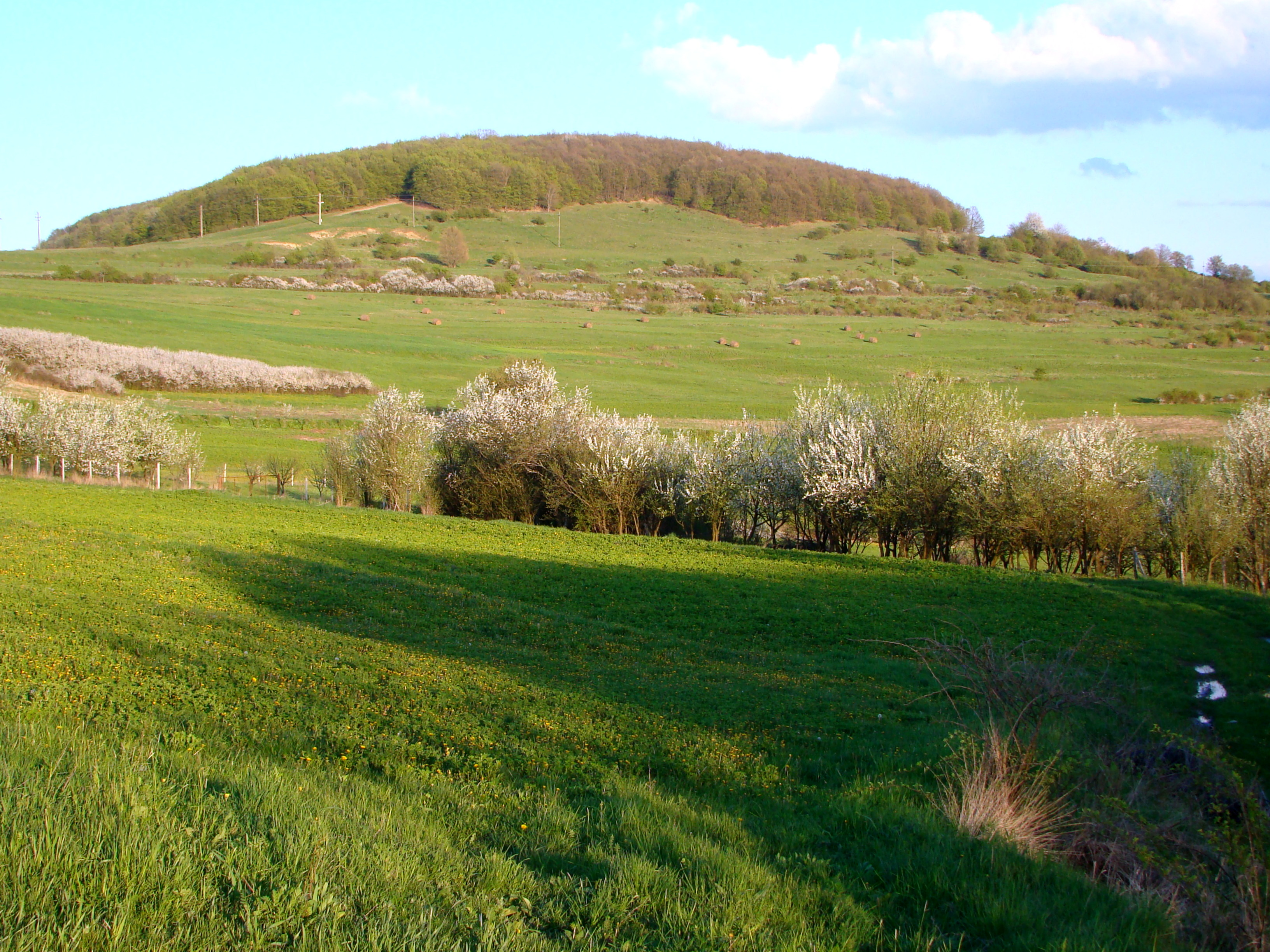
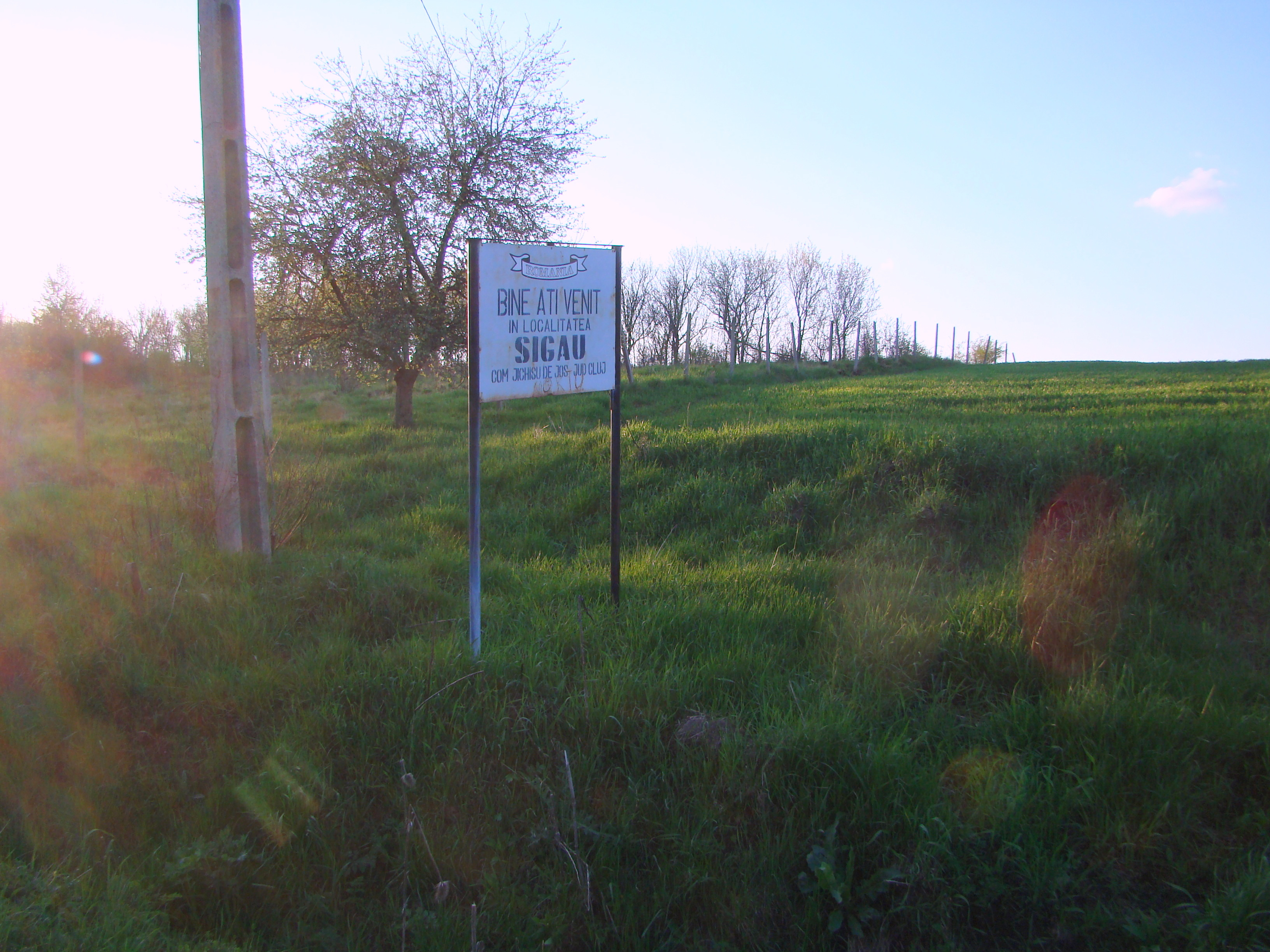
Intrarea în localitate
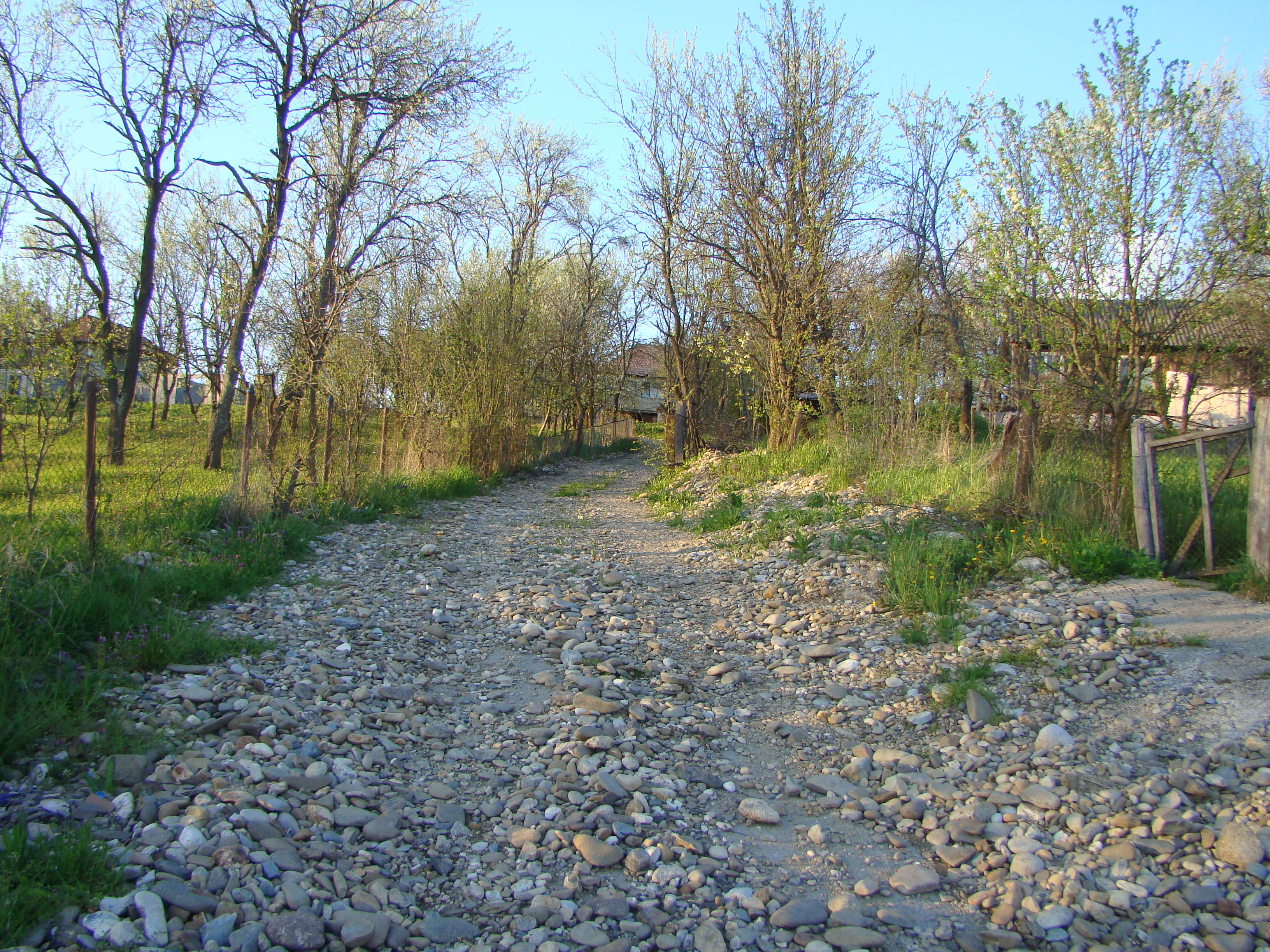
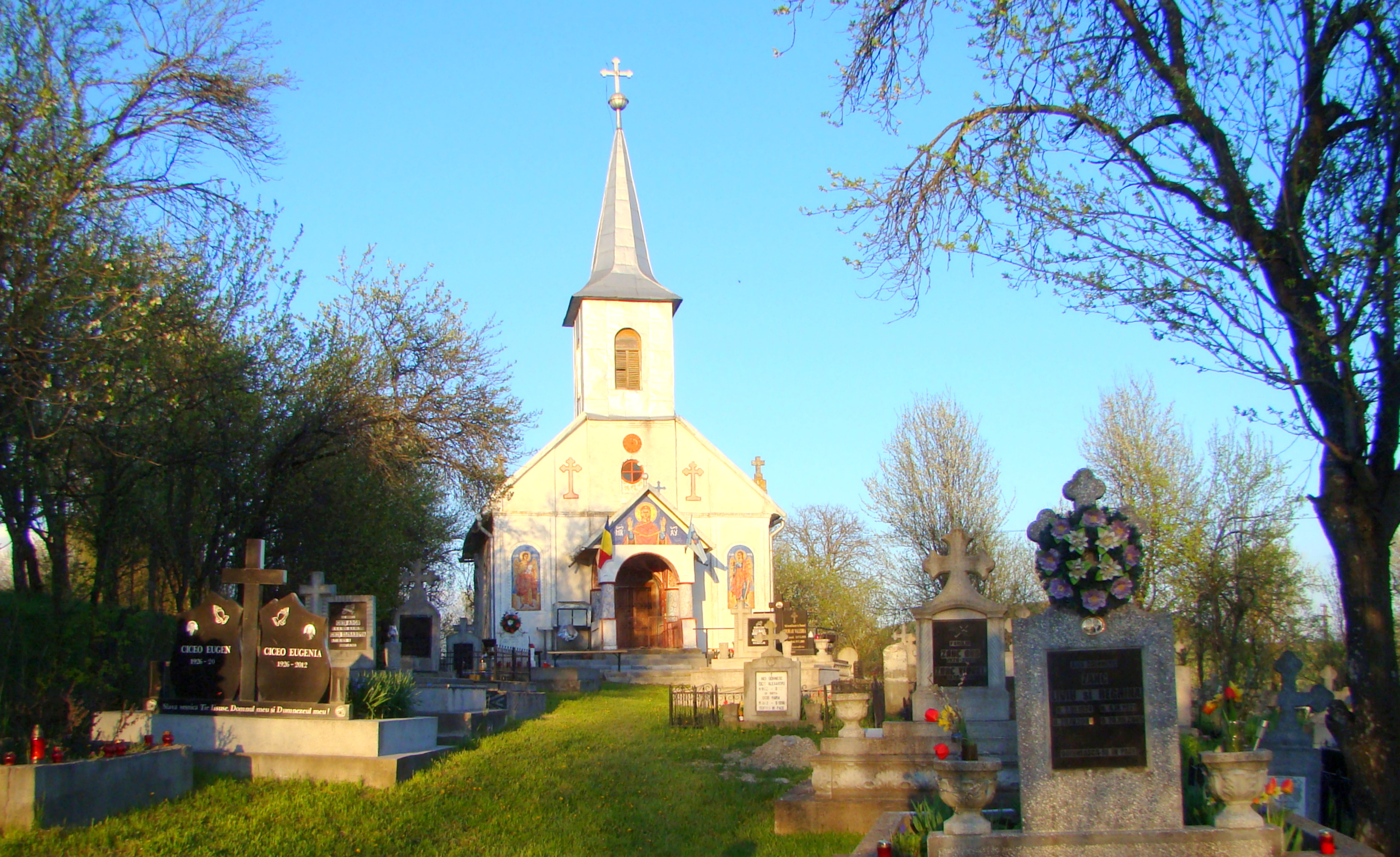
Biserica Sfinții Arhangheli (1903)
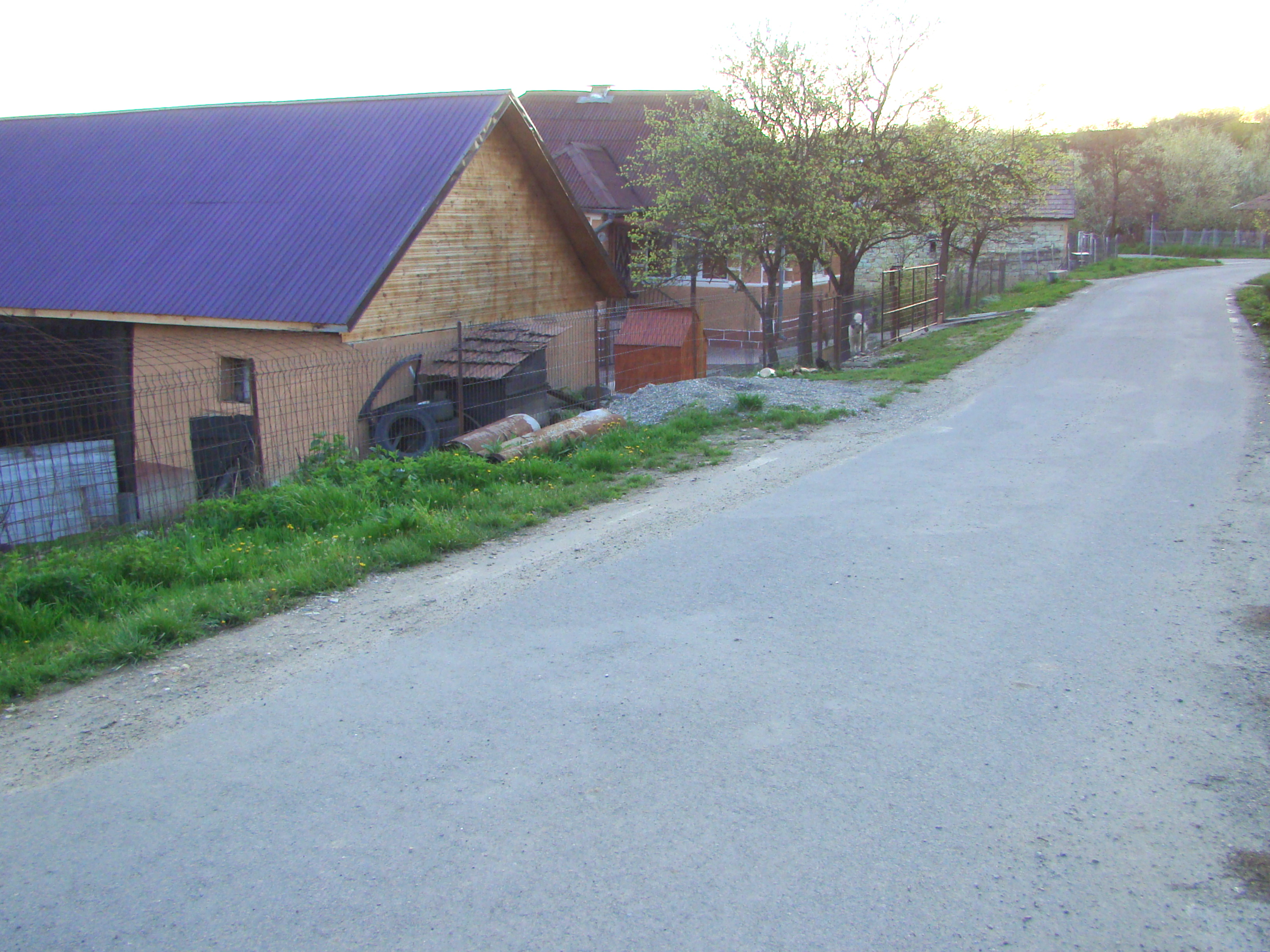
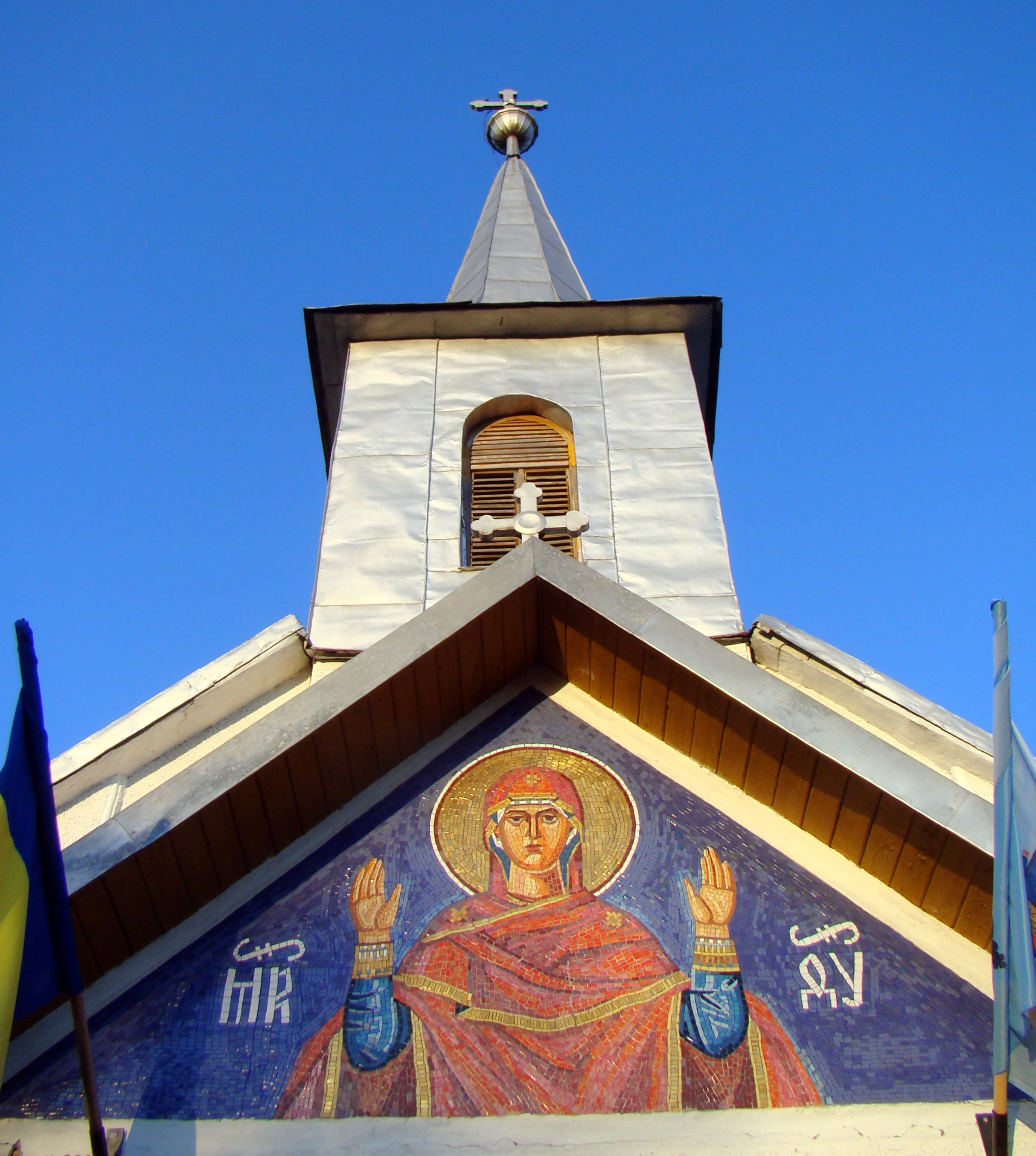
Turnul bisericii ortodoxe
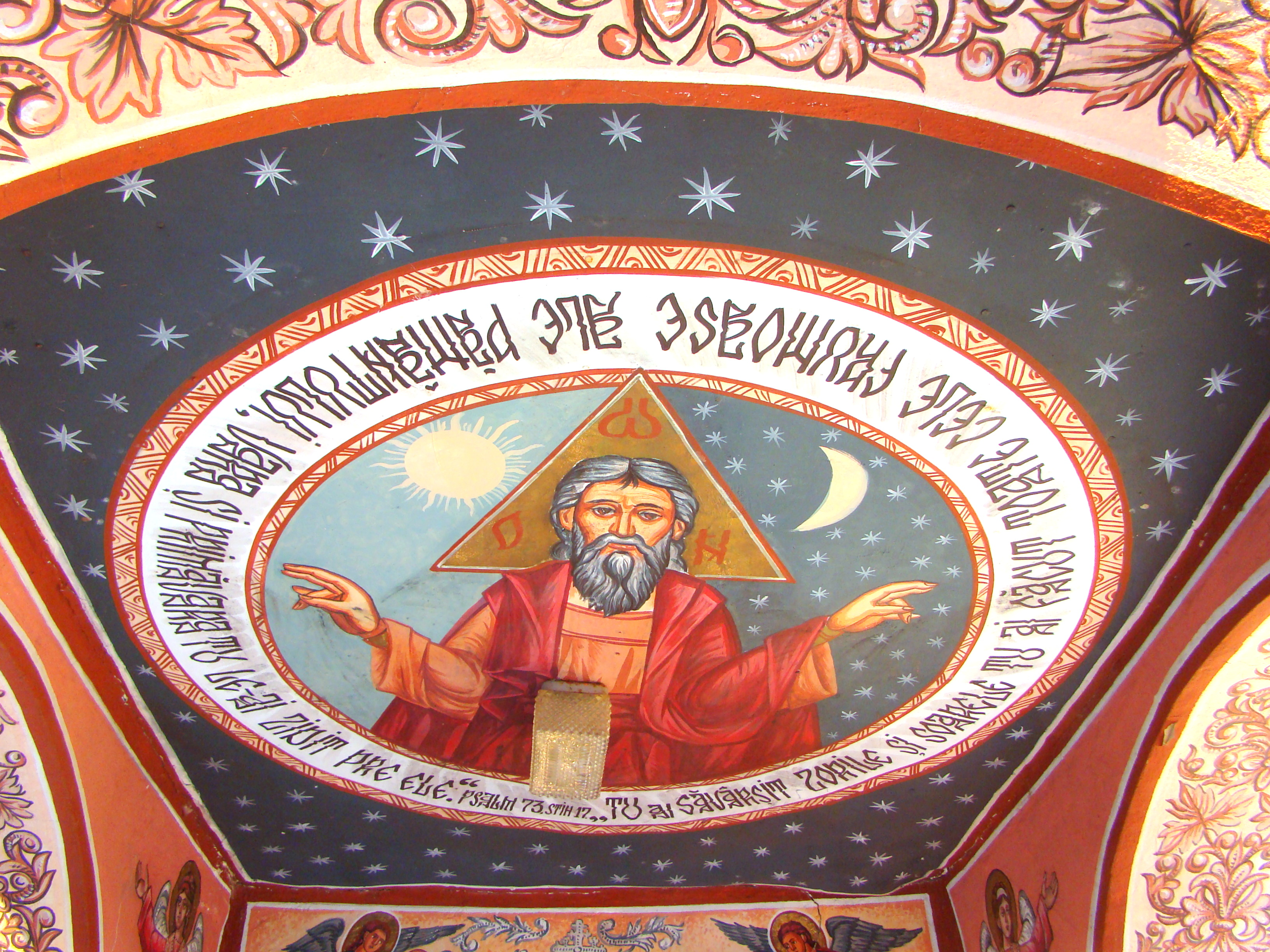
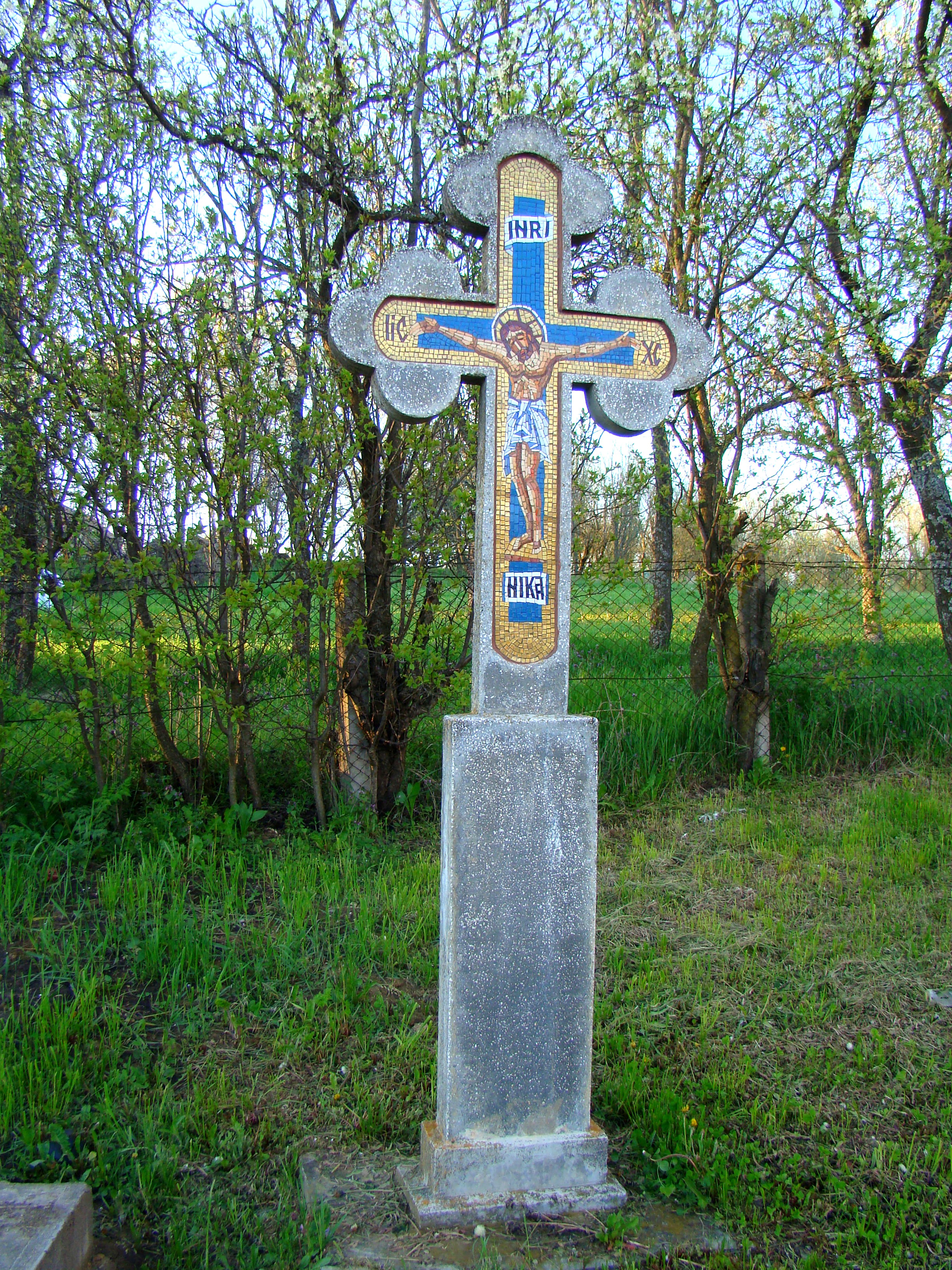
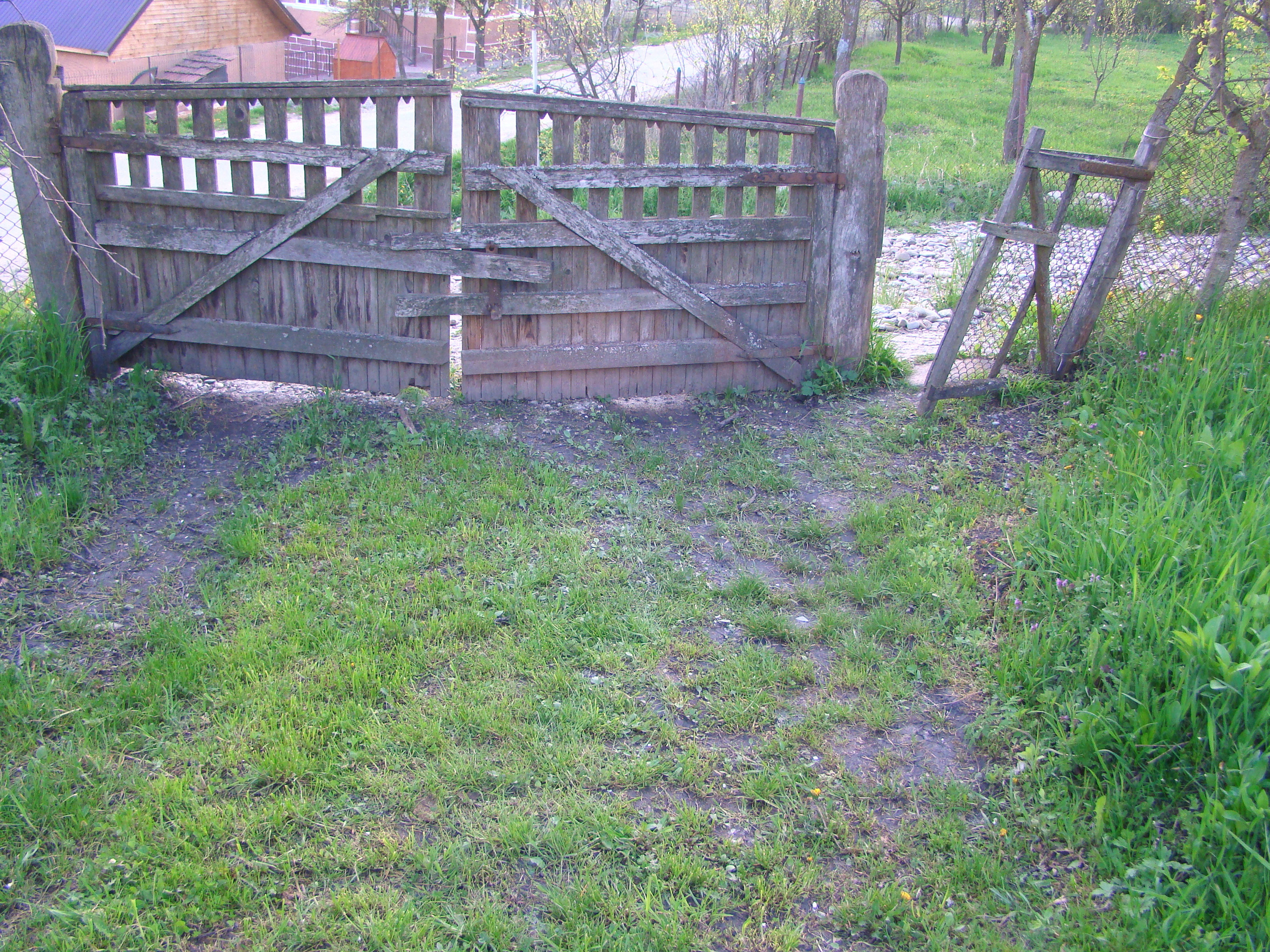
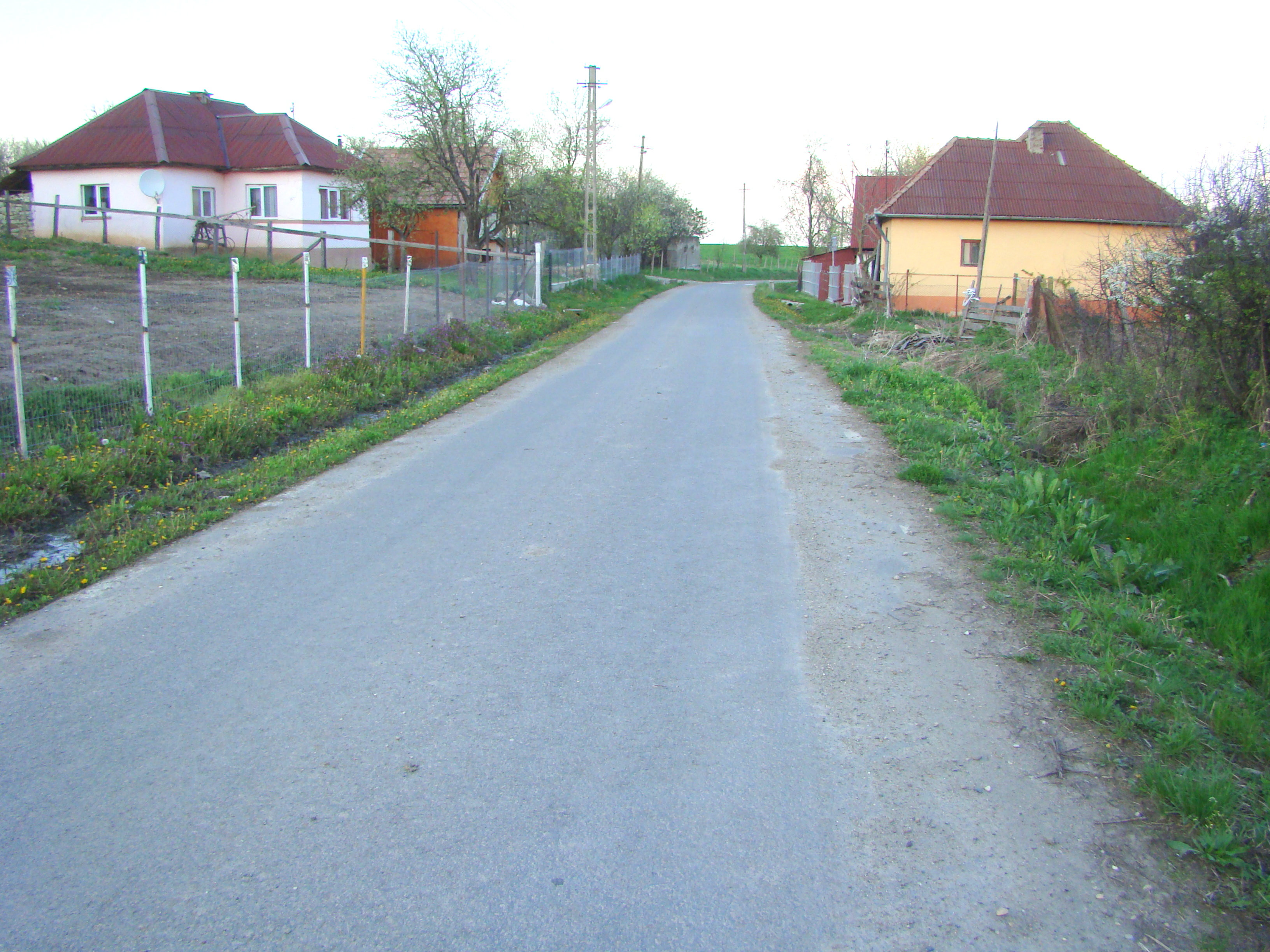